# Miyako Morota
Miyako Morota (jap. 諸田 みや子, Morota Miyako; * um 1940) ist eine japanische Badmintonspielerin. 

## Karriere
Miyako Morota wurde 1958 erstmals nationale Meisterin in Japan, wobei sie im Mixed mit Hajime Kaido erfolgreich war. Mit ihm siegte sie im Folgejahr auch bei den Erwachsenenmeisterschaften. 1962 gewann sie sowohl den Studententitel als auch den alljapanischen Meistertitel im Damendoppel mit Noriko Takagi.

## Sportliche Erfolge
| Saison | Veranstaltung                     | Disziplin   | Platz | Name                          |
| ------ | --------------------------------- | ----------- | ----- | ----------------------------- |
| 1958   | Japan: Einzelmeisterschaften      | Mixed       | 1     | Hajime Kaido / Miyako Morota  |
| 1959   | Japan: Erwachsenenmeisterschaften | Mixed       | 1     | Hajime Kaido / Miyako Morota  |
| 1962   | Japan: Studentenmeisterschaften   | Damendoppel | 1     | Noriko Takagi / Miyako Morota |
| 1962   | Japan: Einzelmeisterschaften      | Damendoppel | 1     | Noriko Takagi / Miyako Morota |

## Referenzen
- Japanische Badmintonmeisterschaften 1947-2004 (Memento vom 28. August 2007 im Internet Archive)
- Annual Handbook of the International Badminton Federation, London, 29. Auflage 1971, S. 222–223

| Personendaten    | Personendaten                 |
| ---------------- | ----------------------------- |
| NAME             | Morota, Miyako                |
| ALTERNATIVNAMEN  | 諸田みや子 (japanisch)        |
| KURZBESCHREIBUNG | japanische Badmintonspielerin |
| GEBURTSDATUM     | um 1940                       |